# 홍천읍
홍천읍(洪川邑)은 강원특별자치도 홍천군의 군청 소재지이자 교통, 산업, 문화의 중심지이다. 홍천군의 중서부에 위치하고 있으며, 금마천 연안 홍천 분지의 중심으로 도로망이 집중되어 있다. 홍천은 춘천, 횡성, 원주 등과 함께 산록선 곡구시장 취락에 기원하여 발달한 도시이다. 군 내에는 초등학교 78개교, 중학교 11개교, 고등학교 6개교가 있다. 읍내 중심가인 희망리에는 금강고속의 본사인 홍천종합버스터미널이 있으며, 다양한 지역으로 연결된다. 또한, 홍천읍의 인구는 2014년 기준으로 35,731명이다.

## 연혁
- 1018년 (고려 현종) : 화산현 현내면
- 1895년 (조선 고종 32년) : 홍천현 군내면
- 1917년 : 홍천군 홍천면
- 1963년 1월 1일 : 홍천읍으로 승격(17개리)
- 1983년 2월 15일 : 남면 상오안리가 홍천읍으로 편입
- 1985년 5월 1일 : 연봉4리 신설
- 1995년 1월 1일 : 희망9, 10리, 연봉 5, 6리 신설
- 1997년 1월 1일 : 연봉7리 신설
- 2001년 8월 20일 : 희망11리, 갈마곡4리, 연봉8리, 하오안3리 신설 (44개리)
- 2007년 12월 31일 : 갈마곡6리, 연봉9리, 연봉10리 신설 (47개리)
- 2017년 1월 1일 : 갈마곡7리 신설 (48개리)

## 교육
| 학교명                  | 소재지                           | 비고        |
| ----------------------- | -------------------------------- | ----------- |
| 홍천초등학교            | 홍천읍 희망로4길 12 (희망리)     |             |
| 석화초등학교            | 홍천읍 석화안길1길 12 (갈마곡리) |             |
| 주봉초등학교            | 홍천읍 두루봉1길 16 (결운리)     |             |
| 주봉초등학교 와동분교   | 홍천읍 와동로219번길 24 (와동리) | 2015년 폐교 |
| 오안초등학교            | 홍천읍 오안로 12 (하오안리)      |             |
| 오안초등학교 삼마치분교 | 홍천읍 높은터로 879 (삼마치리)   | 1997년 폐교 |
| 오안초등학교 봉산분교   | 홍천읍 장전평리 869-1            | 1997년 폐교 |
| 남산초등학교            | 홍천읍 연봉로 17-9 (연봉리)      |             |
| 남산초등학교 삼창분교   | 홍천읍 삼마치리 174-1            | 1997년 폐교 |
| 남산초등학교 장전분교   | 홍천읍 긴밭들1길 19 (장전평리)   | 1997년 폐교 |
| 홍천중학교              | 홍천읍 석화로 109-10 (희망리)    |             |
| 홍천여자중학교          | 홍천읍 갈마로11길 12 (갈마곡리)  |             |
| 홍천고등학교            | 홍천읍 석화로 109-10 (희망리)    |             |
| 홍천여자고등학교        | 홍천읍 꽃뫼로 71 (희망리)        |             |
| 홍천농업고등학교        | 홍천읍 홍천로 678-15 (결운리)    |             |

## 행정 구역
| 법정리   | 한자명   | 행정리 | 비고            |  |
| -------- | -------- | --- | --------------- |  |
| 갈마곡리 | 葛麻谷里 | 갈마곡1리, 갈마곡2리, 갈마곡3리, 갈마곡4리, 갈마곡5리, 갈마곡6리, 갈마곡7리                                   |                 |  |
| 검율리   | 檢律里   | 검율리 |                 |  |
| 결운리   | 決雲里   | 결운1리, 결운2리                                                                                              |                 |  |
| 삼마치리 | 三馬峙里 | 삼마치1리, 삼마치2리                                                                                          |                 |  |
| 상오안리 | 上吾安里 | 상오안리 |                 |  |
| 신장대리 | 新場垈里 | 신장대1리, 신장대2리, 신장대3리                                                                               | 읍사무소 소재지 |  |
| 연봉리   | 蓮峰里   | 연봉1리, 연봉2리, 연봉3리, 연봉4리, 연봉5리, 연봉6리, 연봉7리, 연봉8리, 연봉9리, 연봉10리                     |                 |  |
| 와동리   | 瓦東里   | 와동1리, 와동2리                                                                                              |                 |  |
| 장전평리 | 長田坪里 | 장전평1리, 장전평2리                                                                                          |                 |  |
| 진리     | 津里     | 진1리, 진2리, 진3리                                                                                           |                 |  |
| 태학리   | 太學里   | 태학리 |                 |  |
| 하오안리 | 下吾安里 | 하오안1리, 하오안2리, 하오안3리                                                                               |                 |  |
| 희망리   | 希望里   | 희망1리, 희망2리, 희망3리, 희망4리, 희망5리, 희망6리, 희망7리, 희망8리, 희망9리, 희망10리, 희망11리, 희망12리 |                 |  |

## 문화재
- 홍천 괘석리 사사자 삼층석탑 - 보물 제540호

## 아파트
| 단지명                    | 건설사         | 시행사         | 주소                     | 입주        | 비고 |
| ------------------------- | -------------- | -------------- | ------------------------ | ----------- | ---- |
| 갈마곡 주공 1단지         | 금호산업       | 대한주택공사   | 갈마로 14 (갈마곡리)     | 2001년 8월  |      |
| 갈마곡 주공 2단지         | ㈜남진건설     | 대한주택공사   | 갈마로 26 (갈마곡리)     | 2004년 5월  |      |
| 연봉 청솔                 | 광토건설㈜     | 한국토지신탁   | 연봉서로 46 (연봉리)     | 2000년 8월  |      |
| 홍천연봉 아이파크         | 현대산업개발   | 현대산업개발   | 남산마을길 13-1 (연봉리) | 2006년 11월 |      |
| 홍천 신성미소지움         | 신성건설       | ㈜모던하우징   | 갈마로8길 15 (갈마곡리)  | 2007년 5월  |      |
| 연봉 세영더조은           | ㈜세영종합건설 | ㈜홍인씨엔씨   | 남산마을길 13 (연봉리)   | 2007년 3월  |      |
| 홍천 금호어울림 더 퍼스트 | 금호산업       | ㈜한국자산신탁 |                          | 2023년 12월 |      |

- 극동스타클래스 - 극동건설 / 2024년 2월 입주
- 오드카운티 - 동광종합토건㈜ / 2016년 11월 입주

## 참고 자료
- 이 문서에는 다음커뮤니케이션(현 카카오)에서 GFDL 또는 CC-SA 라이선스로 배포한 글로벌 세계대백과사전의 내용을 기초로 작성된 글이 포함되어 있습니다.